# Bellevue (Terre-Neuve-et-Labrador)
Pour les articles homonymes, voir Bellevue.
Bellevue est un district de services locaux de Terre-Neuve-et-Labrador, au Canada.
Bellevue est situé dans l'Est de l'île de Terre-Neuve, sur la péninsule d'Avalon. Le village est accessible par la route 201, via la route Transcanadienne.